# Církvice, Kolín
Církvice là một làng thuộc huyện Kolín, vùng Středočeský, Cộng hòa Séc.